# Skaftö församling

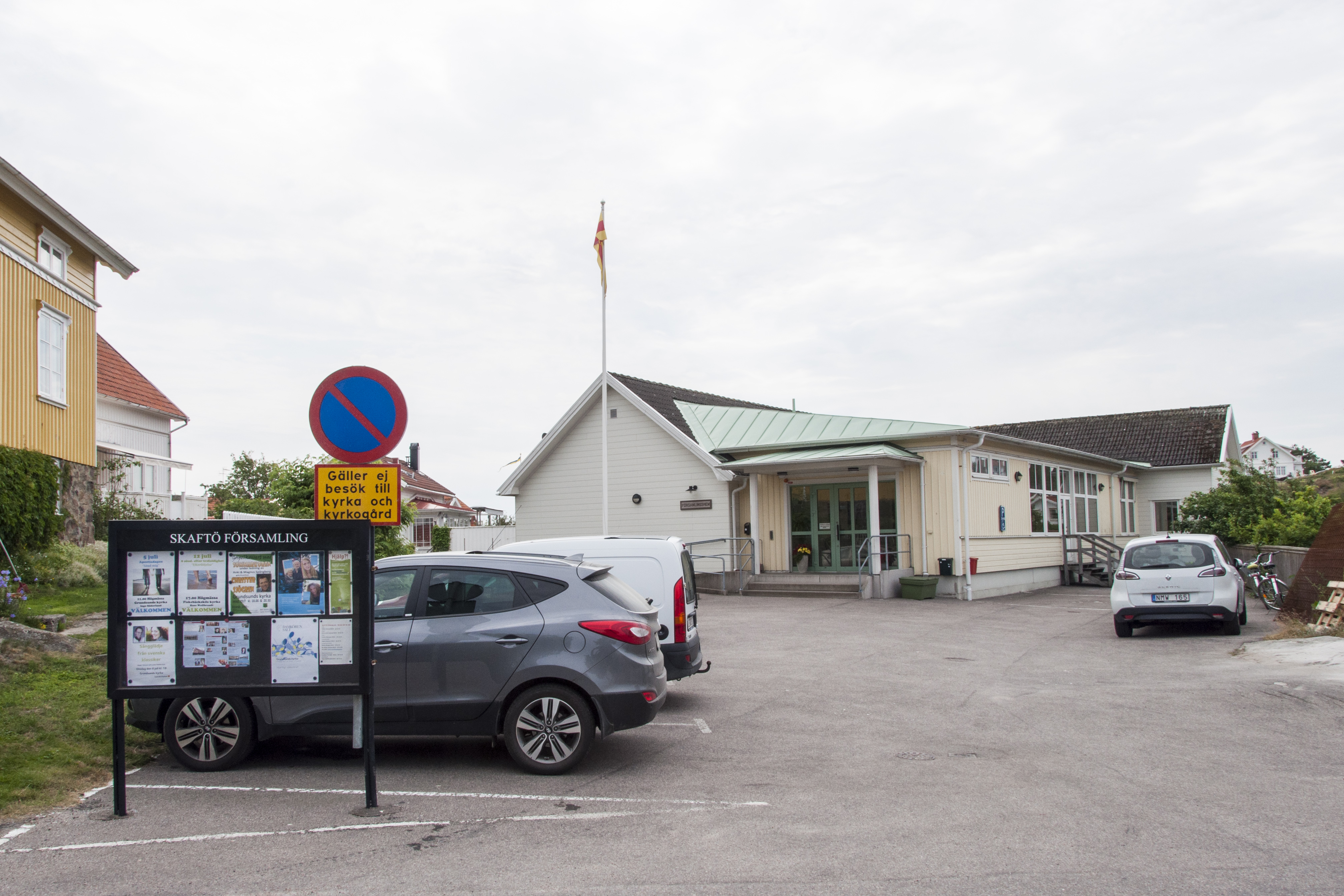
Grundsunds församlingshem

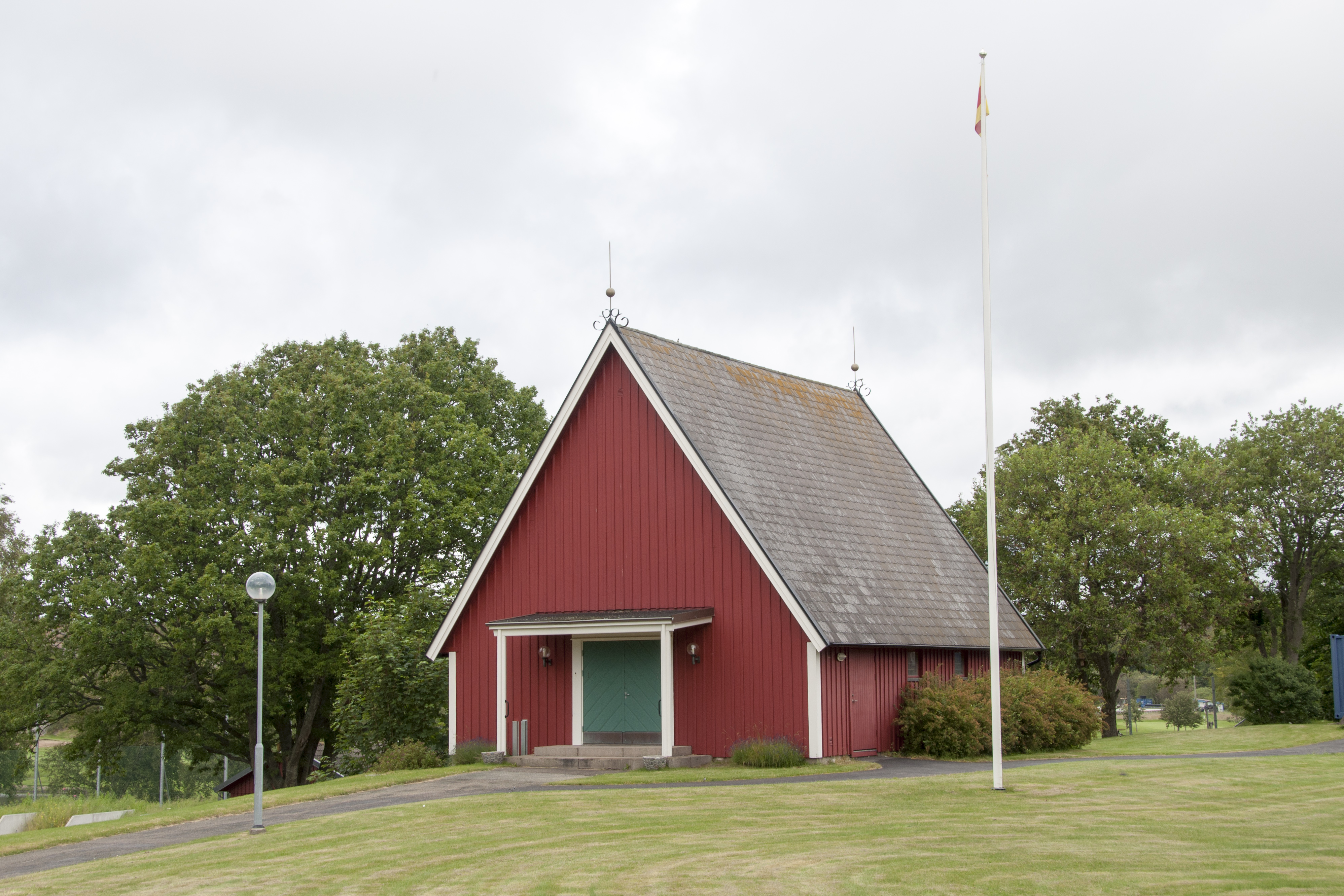
Röds kapell

Skaftö församling var en församling i Norra Bohusläns kontrakt i Göteborgs stift. Församlingen låg i Lysekils kommun i Västra Götalands län och ingick i Lysekils pastorat.1 januari 2023 uppgick församlingen i Lysekils södra församling.

## Administrativ historik
Församlingen bildades 1 maj 1888 genom en utbrytning ur Morlanda församling och införlivade samtidigt Fiskebäckskils och Grundsunds församlingar.
Församlingen var till 1 maj 1924 annexförsamling i pastoratet Morlanda, Mollösund, Gullholmen, Käringön och Skaftö, för att därefter till 1962 utgöra ett eget pastorat. Från 1962 till 1995 moderförsamling i pastoratet Skaftö, Bokenäs och Dragsmark. Från 1995 till 2023 annexförsamling i pastoratet Lysekil, Lyse och Skaftö. 1 januari 2023 uppgick församlingen i Lysekils södra församling.

## Kyrkobyggnader
- Fiskebäckskils kyrka
- Grundsunds kyrka
- Gåsö kapell
- Röds kapell

### Fotnoter
1. ↑  Nationell Arkivdatabas Referenskod: SE/148403000, läst: 6 augusti 2018.[källa från Wikidata]
2. ↑  Stift, kontrakt och pastorat i nummerordning med ingående församlingar 2020-01-01, SCB, läs online.[källa från Wikidata]
3. 1 2  Medlemmar i Svenska kyrkan i förhållande till folkmängd den 31.12.2019 per församling, kommun och län samt riket, Svenska kyrkan, läs online.[källa från Wikidata]
4. ↑  ”Förteckning (Sveriges församlingar genom tiderna)”. Skatteverket. 1989. http://www.skatteverket.se/privat/folkbokforing/omfolkbokforing/folkbokforingigaridag/sverigesforsamlingargenomtiderna/forteckning.4.18e1b10334ebe8bc80003999.html. Läst 17 december 2013.
5. ↑  Kyrkoarkivet för  Skaftö församling – Nationella arkivdatabasen, Riksarkivet
6. ↑  ”Församlingar”. Statistiska centralbyrån. https://www.scb.se/hitta-statistik/regional-statistik-och-kartor/regionala-indelningar/forsamlingar/. Läst 30 december 2022.